# Geophagus dicrozoster
Geophagus dicrozoster és una espècie de peix de la família dels cíclids i de l'ordre dels cipriniformes que es troba a Veneçuela.